# Ophiolepis plateia
Ophiolepis plateia is een slangster uit de familie Ophiolepididae.
De wetenschappelijke naam van de soort werd in 1940 gepubliceerd door Fred C. Ziesenhenne.